# Nordahl (Fußballerfamilie)
Die Familie Nordahl ist eine schwedische Fußballerfamilie. Die Brüder Bertil, Knut, Gunnar und die Zwillinge Gösta und Göran spielten allesamt in der höchsten schwedischen Liga, teilweise auch im Ausland. Thomas, der Sohn Gunnars, spielte ebenso wie der Vater in Schweden und Italien. 
Bertil, Knut und Gunnar wurden bei den Olympischen Sommerspielen 1948 Olympiasieger. Knut wurde bei der Weltmeisterschaft 1950 mit der schwedischen Nationalelf Dritter, Thomas scheiterte mit der Nationalmannschaft bei der Weltmeisterschaft 1970 bereits in der Vorrunde. 
Bei Ligaspielen ist Gunnar der erfolgreichste Spieler der Familie. Zwischen 1950 und 1955 wurde er fünf Mal Torschützenkönig der Serie A, mit 210 Toren ist er bis heute der erfolgreichste Torschütze des AC Mailand und liegt in der ewigen Bestenliste der Torschützen der obersten italienischen Liga mit 225 Toren in 291 Spielen auf dem dritten Platz hinter Silvio Piola und Francesco Totti.